# Szent Miklós-plébániatemplom (Fertőszentmiklós)
A Szent Miklós püspök templom Fertőszentmiklóson, a Szent István utcában áll.

## Története

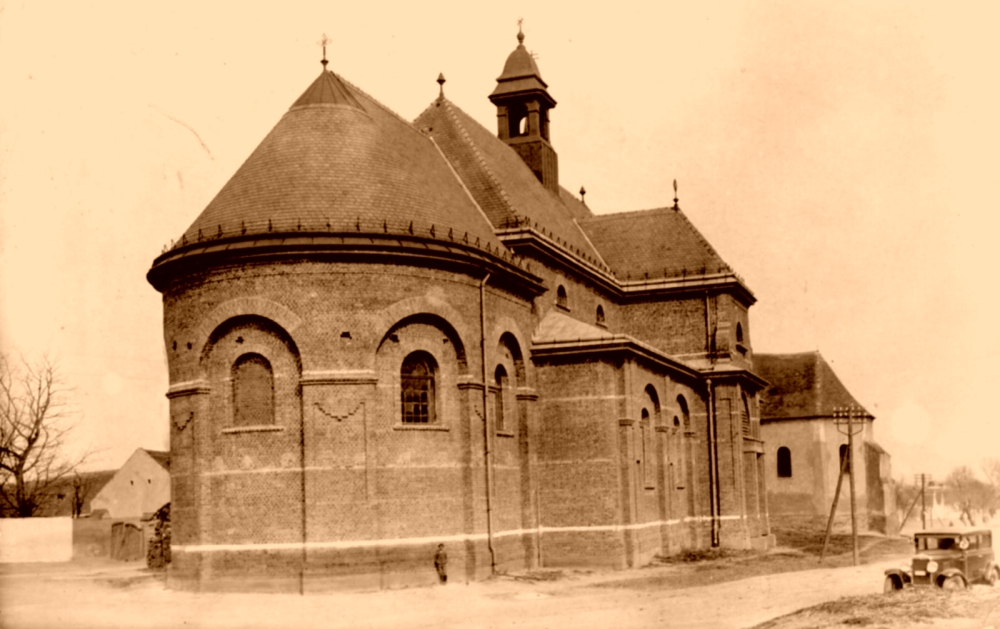
Fertőszentmiklós temploma 1920 körül

Fertőszentmiklós középkori templomát a 16. század végétől 1660-ig a protestánsok használták; ekkor a törökök elpusztították. A helyette épült templom 1722-ben leégett, „az kriptában is megégtek a koporsók... oltárai elégtek, az harangok elolvadtak”.
A ma is álló templom eredetijét 1725-ben emelték; az újbarokk részt 1935-ben toldották hozzá úgy, hogy az eredeti épületet és berendezését meghagyták.
1859-ben restaurálták; ekkor találták meg a tornyot koronázó vas kereszt feliratát.

## Az épület
A templom háromhajós, álkereszthajós. Oromzatos homlokzatát öt szobor díszíti: Szűz Mária és négy angyal. A torony tetején álló vas kereszt feliratából kiderül, hogy a kereszt gombját az 1691-es szalánkeméni csatában szerezte egy idevalósi legény.
Oltárai nagyjából egyidősek az épülettel. Talapzatuk szarkofág alakú. A főoltáron szentségház áll két angyallal és szentek szobraival. Középrészén kép helyett egy Mária-szobor lebeg, fölötte a Szentháromság látható. A két mellékoltár a keresztre feszítést, illetve Mária szeplőtelen fogantatását (Maria Immaculata) ábrázolja. A festő Mária lába alatt, rács mögé zárva ábrázolta a nem az egyházhoz tartozó embereket.
Az 1870. körül készült keresztelő kút koporsó alakja arra utal, hogy az ember a keresztségben újjászületik.
Az északi mellékhajó első szakaszában helyezték el Krisztus jelképes sírját — ez a szakasz csak a nagyhéten volt nyitva. A sír ajtaján annak őreit ábrázolták; ezt a képet 1830 körül készítette egy ismeretlen vándor festő.
A kagylótalpú, Esterházy-címeres szószék is a templom eredeti berendezésének része, a bővítés után azonban áthelyezték az új részbe.